# Rudolf Mitteregger
Rudolf Mitteregger (ook wel Rudi Mitteregger) (Gaal, 27 november 1944 – Knittelfeld, 24 april 2024) was een Oostenrijks wielrenner die driemaal het eindklassement van de Ronde van Oostenrijk won. Na zijn actieve wielerloopbaan bleef Mitteregger actief in het organiseren van sportevenementen.
Mitteregger overleed op 24 april 2024 op 79-jarige leeftijd.

## Belangrijkste overwinningen
- 1970 – eindklassement Ronde van Oostenrijk
- 1973 – Wenen-Gresten-Wenen
- 1974 – eindklassement Ronde van Oostenrijk
- 1977 – eindklassement Ronde van Oostenrijk